# Мербек
Мербек (њем. Meerbeck) општина је у њемачкој савезној држави Доња Саксонија. Једно је од 38 општинских средишта округа Шаумбург. Према процјени из 2010. у општини је живјело 2.093 становника. Посједује регионалну шифру (AGS) 3257023.

## Географски и демографски подаци
Мербек се налази у савезној држави Доња Саксонија у округу Шаумбург. Општина се налази на надморској висини од 65 метара. Површина општине износи 13,1 km². У самом мјесту је, према процјени из 2010. године, живјело 2.093 становника. Просјечна густина становништва износи 160 становника/km².